# 托里利马塞戈索
托里利马塞戈索，是西班牙阿拉贡自治区特鲁埃尔省的一个市镇。总面积31平方公里，总人口26人（2001年），人口密度1人/平方公里。